# The Commando
The Commando è un film statunitense del 2022 diretto da Asif Akbar.
Pellicola thriller d'azione distribuita negli Stati Uniti il 7 gennaio 2022 da Saban Films, con protagonisti Mickey Rourke e Michael Jai White. È stata acquistata per l'Italia dalla Variety Distribution, che l'ha resa disponibile on demand.

## Trama
Una squadra SWAT della DEA, guidata dall'agente d'élite James Baker, assalta il laboratorio di droga di un cartello messicano. I cattivi vengono eliminati nello scontro a fuoco che ne consegue, ma Baker uccide inavvertitamente tre ostaggi. A causa di allucinazioni e incubi dovuti alla PTSD, causati dall'uccisione di innocenti, Baker viene mandato a casa per riprendersi.
In questo periodo, la sua famiglia fa una scoperta inaspettata nella loro casa: una scorta di denaro del valore di 3 milioni di dollari. Si dà il caso che Baker viva, con la moglie Lisa e le due figlie adolescenti, nella casa in cui il criminale di professione Johnny ha nascosto il suo bottino. La famiglia Baker si trova presto ad affrontare il pericolo e la minaccia di Johnny, appena scarcerato, che si riunisce rapidamente alla sua vecchia banda per riprendersi i 3 milioni di dollari rubati che aveva nascosto prima del suo arresto. Johnny è un vero e proprio duro: poco prima del suo rilascio, ha trattato con tre detenuti che hanno tentato di fargli la pelle proprio prima di essere liberati.
Alla fine, James e Lisa partono per un tranquillo weekend insieme, lasciando le due figlie a casa da sole. La più giovane organizza subito una festa in casa. È durante questa festa che gli scagnozzi di Johnny inscenano una violazione di domicilio.
Johnny e i suoi scagnozzi fanno di tutto per recuperare il denaro, compreso il rapimento delle figlie di Baker.

## Produzione
Nel settembre 2020 è stato annunciato il ruolo di Rourke nel film. Nell'ottobre 2020 White si è unito al cast del film.